# Recopa de Europa de baloncesto 1977-78
La Recopa de Europa de Baloncesto 1977-78 fue la duodécima edición de esta competición organizada por la FIBA que reunía a los campeones de las ediciones de copa de los países europeos. Tomaron parte 22 equipos, tres menos que en la edición precedente, proclamándose campeón por segundo año consecutivo el equipo italiano del Gabetti Cantù, en una final disputada en Milán.

## Participantes
| Italia              | 2 | Sinudyne Bologna      | Gabetti Cantù |
| Albania             | 1 | Partizani Tirana      |               |
| Austria             | 1 | Milde Sorte Wien      |               |
| Bélgica             | 1 | Éveil Monceau         |               |
| Bulgaria            | 1 | Levski-Spartak        |               |
| Checoslovaquia      | 1 | Slavia VŠ Praha       |               |
| Inglaterra          | 1 | Embassy Milton Keynes |               |
| Francia             | 1 | Caen                  |               |
| Grecia              | 1 | Olympiacos            |               |
| Hungría             | 1 | Soproni MAFC          |               |
| Israel              | 1 | Hapoel Tel Aviv       |               |
| Luxemburgo          | 1 | Sparta Bertrange      |               |
| Países Bajos        | 1 | Falcon Jeans EBBC     |               |
| Polonia             | 1 | Wisła Kraków          |               |
| Rumania             | 1 | Steaua București      |               |
| España              | 1 | FC Barcelona          |               |
| Suecia              | 1 | Södertälje            |               |
| Suiza               | 1 | Viganello             |               |
| Turquía             | 1 | Beşiktaş              |               |
| Alemania Occidental | 1 | Gießen 46ers          |               |
| Yugoslavia          | 1 | Kvarner               |               |

## Primera ronda
| Equipo 1              | Agr.    | Equipo 2          | Ida     | Vuelta |
| --------------------- | ------- | ----------------- | ------- | ------ |
| Soproni MAFC          | 195–179 | Milde Sorte Wien  | 98–94   | 97–85  |
| Hapoel Tel Aviv       | 134–135 | Olympiacos        | 79–60   | 55–75  |
| Beşiktaş              | 165–200 | Levski-Spartak    | 101–111 | 64–89  |
| Sparta Bertrange      | 153–171 | Viganello         | 70–79   | 83–92  |
| Embassy Milton Keynes | 183–205 | FC Barcelona      | 88–88   | 95–117 |
| Gießen 46ers          | 189–216 | Falcon Jeans EBBC | 97–109  | 92–107 |
| Södertälje            | 188–178 | Éveil Monceau     | 100–84  | 88–94  |

## Segunda ronda
| Equipo 1          | Agr.    | Equipo 2         | Ida   | Vuelta |
| ----------------- | ------- | ---------------- | ----- | ------ |
| Partizani Tirana  | 165–192 | Caen             | 91–97 | 74–95  |
| Soproni MAFC      | 172–181 | Kvarner          | 94–93 | 78–88  |
| Olympiacos        | 139–150 | Sinudyne Bologna | 78–72 | 61–78  |
| Levski-Spartak    | 158–181 | Steaua București | 83–74 | 75–107 |
| Viganello         | 166–219 | FC Barcelona     | 82–93 | 84–126 |
| Falcon Jeans EBBC | 176–156 | Slavia VŠ Praha  | 98–73 | 78–83  |
| Södertälje        | 168–161 | Wisła Kraków     | 88–92 | 80–69  |

Clasificado automáticamente para la fase de cuartos de final
- Gabetti Cantù (defensor del título)

## Cuartos de final
Los cuartos de final se jugaron con un sistema de todos contra todos, divididos en dos grupos.
|  | Clasificados para semifinales |

|    | Equipo            | PJ | Pts | G | P | PF  | PC  | Dif. |
| -- | ----------------- | -- | --- | - | - | --- | --- | ---- |
| 1. | Gabetti Cantù     | 6  | 11  | 5 | 1 | 529 | 486 | +43  |
| 2. | Caen              | 6  | 10  | 4 | 2 | 557 | 535 | +22  |
| 3. | Falcon Jeans EBBC | 6  | 8   | 2 | 4 | 515 | 515 | 0    |
| 4. | Kvarner           | 6  | 7   | 1 | 5 | 470 | 535 | -65  |

|    | Equipo           | PJ | Pts | G | P | PF  | PC  | Dif. |
| -- | ---------------- | -- | --- | - | - | --- | --- | ---- |
| 1. | Sinudyne Bologna | 6  | 10  | 4 | 2 | 550 | 515 | +35  |
| 2. | FC Barcelona     | 6  | 9   | 3 | 3 | 565 | 525 | +40  |
| 3. | Steaua București | 6  | 9   | 3 | 3 | 550 | 591 | -41  |
| 4. | Södertälje       | 6  | 8   | 2 | 4 | 493 | 527 | -34  |

## Semifinales
| Equipo 1         | Agr.    | Equipo 2      | Ida   | Vuelta |
| ---------------- | ------- | ------------- | ----- | ------ |
| Sinudyne Bologna | 178–164 | Caen          | 98–78 | 80–86  |
| FC Barcelona     | 167–184 | Gabetti Cantù | 90–87 | 77–97  |

## Final
29 de marzo, PalaLido, Milán
| Equipo 1      | Resultado | Equipo 2         |
| ------------- | --------- | ---------------- |
| Gabetti Cantù | 84–82     | Sinudyne Bologna |

| 29 de marzo de 1978 | Gabetti Cantù                         | 84–82       | Sinudyne Bologna                   | |  |
|                     | Parciales: 42-36, 42-46               |             |                                    | |  |
|                     | Estadísticas Fabrizio Della Fiori, 26 | Reporte Pts | Estadísticas Gianni Bertolotti, 27 | Pabellón: PalaLido, Milán Asistencia: 5.500 espectadores Árbitros: Carlos Bagué (ESP), Yvan Mainini (FRA) |  |

| Campeón de la Recopa de Europa 1977–78 |
| -------------------------------------- |
| Gabetti Cantù 2º título                |